# Shoal Creek
Shoal Creek statisztikai település az USA Alabama államában, Shelby megyében. Lakosainak száma 1668 fő (2020. április 1.).

## Népesség
A település népességének változása:

| 2010 | 1 400 |
| 2020 | 1 668 |